# Mordellistena gracilicornis
Mordellistena gracilicornis es una especie de coleóptero de la familia Mordellidae.

## Distribución geográfica
Habita en Guatemala.